# Бурсоль
Бурсо́ль (рос. Бурсоль) — село у складі Славгородського округу Алтайського краю, Росія.

## Населення
Населення — 653 особи (2010; 986 у 2002).